# Palácio Presidencial do Suriname

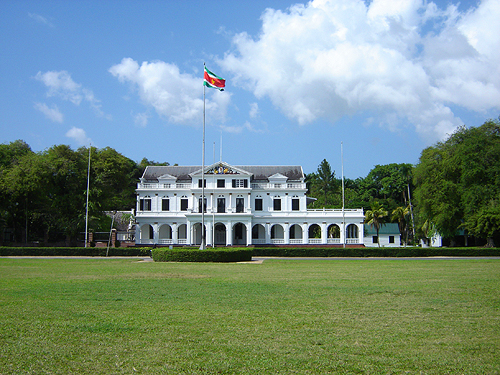
Gouvernementsgebouw.

O Gouvernementsgebouw ("Prédio do Governo", em holandês) é a residência oficial do presidente da República do Suriname, construída originalmente pelo governador colonial em 1730. Localiza-se na Praça da Independência (Onafhankelijkheidsplein), na capital do país, Paramaribo, onde também se localiza a Assembleia Nacional.